# Martella maria
Martella maria là một loài nhện trong họ Salticidae.
Loài này thuộc chi Martella. Martella maria được Elizabeth Maria Gifford Peckham & George William Peckham miêu tả năm 1892.